# کاتانوم
کاتانوم (به فرانسوی: Cattenom) یک کمون در فرانسه است که در Canton of Cattenom واقع شده‌است.
کاتانوم ۲۵٫۴۷ کیلومترمربع مساحت و ۲٬۱۹۰ نفر جمعیت دارد.
نیروگاه هسته‌ای کاتانوم در این مکان قرار دارد.